# لیبرتی (شهرستان ورنون، ویسکانسین)
لیبرتی (به انگلیسی: Liberty) یک منطقهٔ مسکونی در ایالات متحده آمریکا است که در شهرستان ورنن، ویسکانسین واقع شده‌است. لیبرتی ۵۹٫۷ کیلومتر مربع مساحت و ۱۶۷ نفر جمعیت دارد و ۲۳۷ متر بالاتر از سطح دریا واقع شده‌است.